# Шакиров, Астанакул
Астанакул (Астанкул) Шакиров (1 апреля 1922 года — 11 января 1945 года) — разведчик взвода разведки 75-го гвардейского стрелкового полка (26-я гвардейская стрелковая дивизия, 8-й гвардейский стрелковый корпус 11-я гвардейская армия, 3-й Белорусский фронт), гвардии красноармеец. Герой Советского Союза.

## Биография
Родился 1 апреля 1922 года в городе Андижан Узбекистана в семье крестьянина. Казах. Окончил шесть классов. Работал на местном предприятии.
В декабре 1941 года был призван в Красную Армию Андижанским райвоенкоматом. На фронте с июля 1942 года. К лету 1944 года воевал в составе взвода разведки 75-го гвардейского стрелкового полка 26-й гвардейской стрелковой дивизии. Отличался в боях при форсировании реки Неман.
Накануне форсирование реки Шакиров провел визуальную разведку позиций противника на противоположном берегу, определил систему огневых точек. Обнаружил снайпера и снял его короткой очередью.
В ночь на 15 июля 1944 года гвардии красноармеец Шакиров в составе группы разведчиков одним из первых в полку переправился через реку Неман южнее города Алитус и вступил в бой. Шакиров уничтожил вражеский пулемёт, замеченный им ранее и теперь мешавший переправе подразделений полка. За это бой был представлен к присвоению звания Героя Советского Союза.
О награде разведчик не узнал. 11 января 1945 года в бою на территории Восточной Пруссии он погиб. Похоронен в братской могиле в посёлке Калинино Калининградской области.
Указом Президиума Верховного Совета СССР от 24 марта 1945 года за образцовое выполнение боевых заданий командования на фронте борьбы с немецко-фашистскими захватчиками и проявленные при этом мужество и героизм гвардии красноармейцу Шакирову Астанакулу было присвоено звание Героя Советского Союза.
Награждён орденами Ленина, Красной Звезды, Славы 3-й степени, медалями.

## Память
- Бюст Героя установлен на площади в городе Андижан, его именем названы улица в этом городе и школа № 10, на здании школы — мемориальная доска.
- Именем Астанкула Шакирова был назван Средний рыболовный траулер проекта 502 (бортовой номер КИ-8061), порт приписки - Калининград.